# Astronomija u 1054.
◄◄ | ◄ | 1051. | 1052. | 1053. | 1054.  | 1055. | 1056. | 1057. | ► | ►►
Arhitektura • Astronomija • Knjige • Književnost • Kršćanstvo • Medicina • Pravo • Promet • Znanost
Astronomija u 1054.

## Astronomske pojave
- 4. srpnja - SN 1054, supernovu blizu zvijezde Zeta Tauri, prvi su primijetili Kinezi, Arapi i vjerojatno Indijanci.[1]. Supernova je 23 dana ostala dovoljno svijetla da ju se moglo vidjeti na dnevnom svjetlu. Njezivi ostaci tvore Maglicu Rakovicu (NGC 1952).[2]

## Vanjske poveznice
|  | Zajednički poslužitelj ima još gradiva o temi Astronomija u 1054. |